# سفارة المملكة المتحدة في إندونيسيا
سفارة المملكة المتحدة في إندونيسيا هي أرفع تمثيل دبلوماسي لدولة المملكة المتحدة لدى إندونيسيا. تقع السفارة في جاكرتا وهي تهدف لتعزيز المصالح البريطانية في إندونيسيا.

## وصلات خارجية
- الموقع الرسمي
- قائمة سفارات المملكة المتحدة
- قائمة السفارات في إندونيسيا